# Quadrula metanevra
Quadrula metanevra là một loài trai nước ngọt, thân mềm hai mảnh vỏ trong họ Unionidae.
Quadrula metanevra được tìm thấy tại Đông nam Hoa Kỳ.